# LPGA Tour 1951
Navigation
Édition précédente Édition suivante
Le LPGA Tour 1951 est la seconde édition du Ladies Professional Golf Association Tour (LPGA), circuit professionnel féminin de golf, qui se déroule du 5 janvier 1951 au 19 octobre 1951 exclusivement aux États-Unis. Cette seconde édition de ce circuit permet de proposer un certain nombre de tournois professionnels destinés aux femmes en dehors des compétitions amateurs. La volonté de la professionnalisation des golfeuses leur permet désormais de gagner de l'argent en jouant au golf.
Cette saison comporte dix-neufs tournois auxquels sont insérées des dotations financières en fonction du résultat de la golfeuse. Trois de ces tournois, comme l'édition précédente, sont considérés comme « tournoi majeur » - le Championnat Titleholders, le Western Open et l'Open américain - et sont considérés comme les plus prestigieux et difficiles à remporter.
L'Américaine Babe Zaharias termine première au tableau des gains avec 15 087 $ sans qu'elle n'est pu s'imposer dans aucun des trois tournois majeurs de la saison réalisant. Le Championnat Titleholders est remporté par l'amateure Pat O'Sullivan. Le Western Open et l'Open américain sont remportés respectivement par les professionnelles Betsy Rawls et Patty Berg.

## Histoire
Pour l'organisation de cette seconde édition, tous les tournois se disputent aux États-Unis par des golfeuses principalement américaines professionnelles et amateures. Le calendrier établi fait débuter la saison en Floride pour l'Open de Ponte Vedra Beach avec la victoire de Babe Zaharias. Au cours de cette saison, un seul tournoi est remporté par une amateure : le Championnat Titleholders, tournoi majeur, par l'amateure Pat O'Sullivan. Les deux autres tournois majeures le Western Open et l'Open américain sont respectivement remportés par les professionnelles Patty Berg et Betsy Rawls.
Avec neuf tournois remportés, Babe Zaharias est la meilleure golfeuse de cette édition au classement des gains. Patty Berg remporte cinq tournois et Betsy Rawls deux tournois.

## Participantes à la saison LPGA 1951
Les treize membres fondateurs du Ladies Professional Golf Association ont toutes pris part à cette saison et sont toutes professionnelles. Au cours de la saison, de nombreuses amateures prennent également part aux tournois sans toutefois pouvoir recevoir le montant des gains en raison de leur statut.
| Participantes    | Participantes    | Participantes    | Participantes    | Participantes    |
| Professionnelles | Professionnelles | Professionnelles | Professionnelles | Professionnelles |
| ---------------- | ---------------- | ---------------- | ---------------- | ---------------- |
| Alice Bauer      | Marlene Bauer    | Patty Berg       | Helen Dettweiler | Peggy Kirk       |
| Betsy Rawls      | Marilynn Smith   | Louise Suggs     | Babe Zaharias    |                  |
| Amateures        |                  |                  |                  |                  |
| Claire Doran     | Mary Lena Faulk  | Beverly Hanson   | Majorie Lindsay  | Kathy McKinnon   |
| Dot Kirby        | Pat Lesser       | Pat O'Sullivan   |                  |                  |

## Calendrier de la saison 1951
L'édition 1951 se déroule du 5 janvier 1951 au 19 octobre 1951. La tableau suivant présente tous les tournois programmés pour la saison 1951. Les chiffres entre parenthèses correspondent au nombre de victoires remportées au moment de la victoire de la golfeuse audit tournoi remporté. Il est à noter que tous les tournois considérés comme tournois majeurs sont reconnus comme victoires officielles au palmarès du LPGA et ajoutés au palmarès des golfeuses, même avant sa création en 1950. Les tournois majeurs sont indiqués en gras.
| Date       | Tournoi                              | Catégorie      | Dotation (US$) | Vainqueur individuelle     |
| ---------- | ------------------------------------ | -------------- | -------------- | -------------------------- |
| 07/01/1951 | Open de Ponte Vedra Beach, Floride   |                | 3 000 $        | Babe Zaharias (19)         |
| 21/01/1951 | Open de Tampa, Floride               |                | 3 500 $        | Babe Zaharias (20)         |
| 18/03/1951 | Championnat Titleholders, Géorgie    | Tournoi majeur | 1 500 $        | Pat O'Sullivan (1) - (a.)  |
| 26/03/1951 | Open de Sandhills, Caroline du Nord  |                | 3 000 $        | Patty Berg (17)            |
| 15/04/1951 | Lakewood Weathervane, Texas          |                | 3 000 $        | Babe Zaharias (21)         |
| 23/04/1951 | Open de Richmond, Californie         |                | 3 000 $        | Babe Zaharias (22)         |
| 24/04/1951 | Open de Sacramento, Californie       |                | 2 000 $        | Betsy Rawls (1)            |
| 01/05/1951 | Open de Valley, Californie           |                | 3 000 $        | Babe Zaharias (23)         |
| 06/05/1951 | Pebble Beach Weathervane, Californie |                | 3 000 $        | Patty Berg (18)            |
| 20/05/1951 | Meridian Hills Weathervane, Indiana  |                | 3 000 $        | Babe Zaharias (24)         |
| 27/05/1951 | New York Weathervane, New York       |                | 3 000 $        | Patty Berg (19)            |
| 15/06/1951 | 144 Hole Weathervane, New York       |                | 7 500 $        | Patty Berg (20)            |
| 21/06/1951 | Western Open, Colorado               | Tournoi majeur | 500 $          | Patty Berg (21)            |
| 01/07/1951 | Eastern Open, Pennsylvania           |                | 3 500 $        | Beverly Hanson (14) - (a.) |
| 07/08/1951 | All American Open, Illinois          |                | 5 500 $        | Babe Zaharias (25)         |
| 12/08/1951 | World Championship, Illinois         |                |                | Babe Zaharias (26)         |
| 09/09/1951 | Open de Carrollton Georgia, Géorgie  |                | 3 000 $        | Louise Suggs (9)           |
| 16/09/1951 | Open américain, Kansas               | Tournoi majeur | 7 500 $        | Betsy Rawls (2)            |
| 19/10/1951 | Open du Texas, Texas                 |                |                | Babe Zaharias (27)         |

## Classements saison 1951

### Tableau des gains («Money list»)
Le tableau ci-dessous est le classement des golfeuses par gains obtenus sur cette saison 1951. Le classement par gains est remporté par Babe Zaharias avec 15 807 $ remportés.
| Cla. | Golfeuses     | Gains    | Victoires |
| ---- | ------------- | -------- | --------- |
| 1    | Babe Zaharias | 15 807 $ | 9         |
| 2    | Patty Berg    |          | 5         |